# Campeonato Europeo de Biatlón de 2020
El XXVII Campeonato Europeo de Biatlón se celebró en Minsk-Raubichi (Bielorrusia) entre el 26 de febrero y el 1 de marzo de 2020 bajo la organización de la Unión Internacional de Biatlón (IBU) y la Federación Bielorrusa de Biatlón.

## Resultados

### Masculino
| Evento                      | Oro                                         | Plata                                     | Bronce                                        |
| --------------------------- | ------------------------------------------- | ----------------------------------------- | --------------------------------------------- |
| Supervelocidad (26.02)      | Serguei Bocharnikov · Bielorrusia · 14:12,8 | Adam Václavík · República Checa · 14:13,2 | Dmytro Pidruchny · Ucrania · 14:13,3          |
| 10 km velocidad (29.02)     | Matvei Yeliseyev · Rusia · 23:46,4          | Andrejs Rastorgujevs Letonia 23:50,5      | Aleksander Fjeld Andersen · Noruega · 24:11,9 |
| 12,5 km persecución (01.03) | Serguei Bocharnikov · Bielorrusia · 35:03,9 | Sturla Lægreid · Noruega · 35:10,6        | Sivert Bakken · Noruega · 35:27,8             |

### Femenino
| Evento                    | Oro                                        | Plata                                | Bronce                               |
| ------------------------- | ------------------------------------------ | ------------------------------------ | ------------------------------------ |
| Supervelocidad (26.02)    | Yevgueniya Pavlova · Rusia · 16:31,8       | Olena Pidhrushna · Ucrania · 16:34,6 | Chloé Chevalier Francia 16:37,3      |
| 7,5 km velocidad (29.02)  | Elisabeth Högberg · Suecia · 22:39,6       | Ida Lien · Noruega · 22:54,0         | Iryna Kriuko · Bielorrusia · 22:55,5 |
| 10 km persecución (01.03) | Yelena Kruchinkina · Bielorrusia · 29:21,1 | Kristina Reztsova · Rusia · 29:38,7  | Elisabeth Högberg · Suecia · 29:56,2 |

### Mixto
| Evento                    | Oro                                                                                        | Plata                                                                                   | Bronce                                                                                   |
| ------------------------- | ------------------------------------------------------------------------------------------ | --------------------------------------------------------------------------------------- | ---------------------------------------------------------------------------------------- |
| Relevo individual (27.02) | Noruega · Karoline Erdal · Endre Strømsheim · 47:12,2                                      | Alemania · Stefanie Scherer · Justus Strelow · 47:23,7                                  | Ucrania · Anastasiya Merkushyna · Ruslan Tkalenko · 47:24,0                              |
| Relevos 4 × 6 km (27.02)  | Ucrania · Valentyna Semerenko · Yuliya Dzhyma · Artem Pryma · Dmytro Pidruchny · 1:11:32,1 | Rusia · Kristina Reztsova · Viktoriya Slivko · Eduard Latypov · Said Jalili · 1:12:04,3 | Noruega · Åsne Skrede · Ida Lien · Sivert Bakken · Aleksander Fjeld Andersen · 1:12:05,8 |

## Medallero
| Núm. | País            | Oro | Plata | Bronce | Total |
| ---- | --------------- | --- | ----- | ------ | ----- |
| 1    | Bielorrusia     | 3   | 0     | 1      | 4     |
| 2    | Rusia           | 2   | 2     | 0      | 4     |
| 3    | Noruega         | 1   | 2     | 3      | 6     |
| 4    | Ucrania         | 1   | 1     | 2      | 4     |
| 5    | Suecia          | 1   | 0     | 1      | 2     |
| 6    | Alemania        | 0   | 1     | 0      | 1     |
| 6    | Letonia         | 0   | 1     | 0      | 1     |
| 6    | República Checa | 0   | 1     | 0      | 1     |
| 9    | Francia         | 0   | 0     | 1      | 1     |
|      | TOTAL           | 8   | 8     | 8      | 24    |